# Französisch-Spanischer Krieg (1635–1659)
Les Avins – Löwen – Tornavento – Guetaria – Fontarrabie – Corbie – Diedenhofen 1639 – Turin – Arras 1640 – Aire-sur-la-Lys – La Marfée – Honnecourt – Barcelona – Cartagena – Diedenhofen 1643 – Rocroi – Orbetello – Fort Mardyck – Dünkirchen – Rethel – Bordeaux – Lens – Arras 1654 – Valenciennes – Dünenschlacht
Der Französisch-Spanische Krieg (1635–1659) zwischen den Königreichen Spanien und Frankreich fand zum großen Teil parallel zu anderen großen Konflikten, insbesondere dem Dreißigjährigen Krieg und dem Achtzigjährigen Krieg statt und war durch den habsburgisch-französischen Gegensatz geprägt. Er wurde durch den Pyrenäenfrieden von 1659 beendet. Mit ihm endete auch das Zeitalter der Dominanz Spaniens und das Zeitalter der Vorherrschaft Frankreichs in Europa begann.

## Vorgeschichte und historischer Kontext

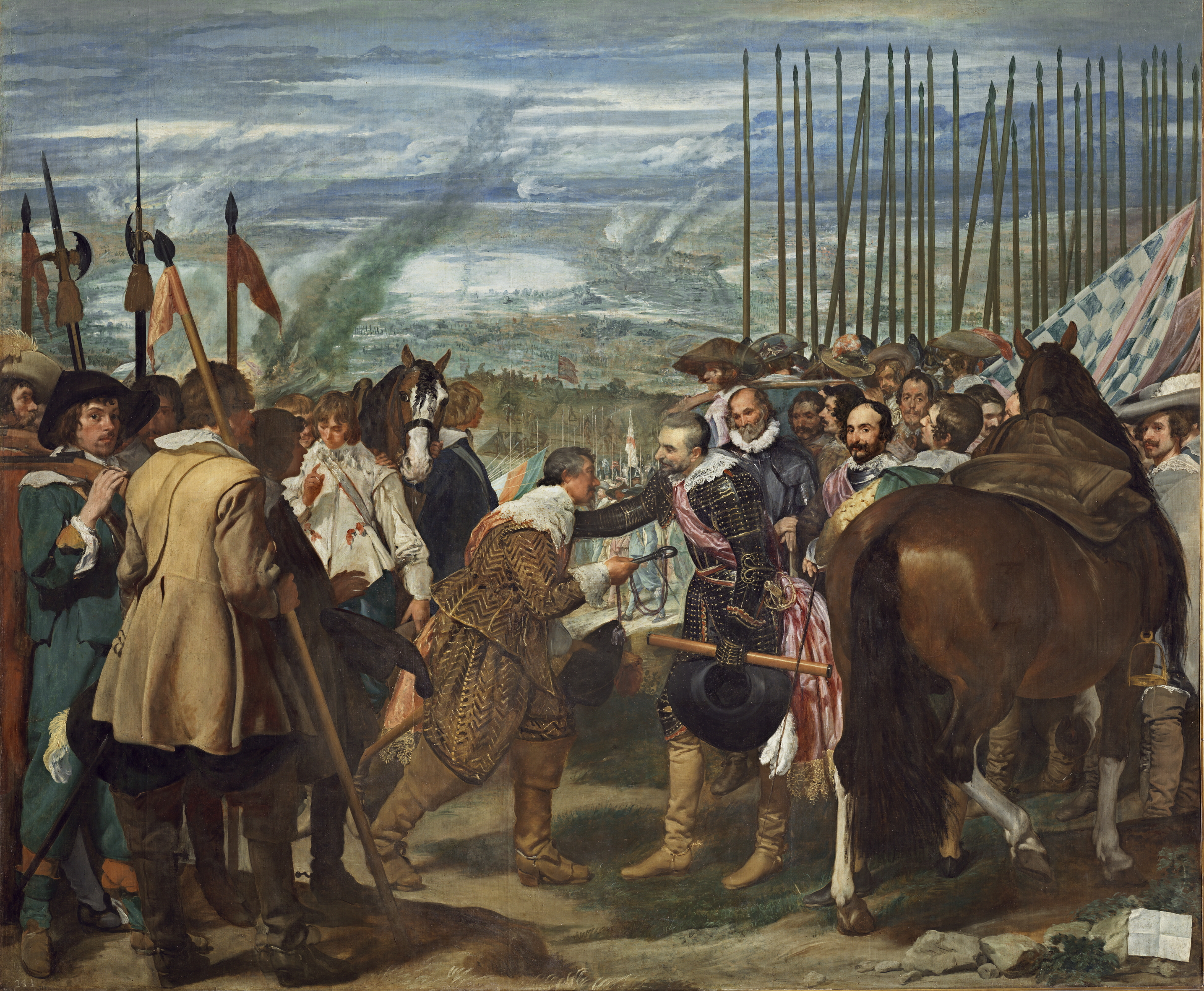
Die Übergabe von Breda 1625 nach deren Belagerung (Gemälde von Diego Velázquez)

Im Jahr 1618 brach in Mitteleuropa der Dreißigjährige Krieg aus, der in der ersten Phase als Religionskrieg begann. In dieser Phase des Krieges war die katholische Seite mit der katholischen Liga und der österreichischen Linie der Habsburgermonarchie erfolgreich, die von den Mitgliedern der Linie der spanischen Habsburger unterstützt wurde. Dieses Bündnis unter Leitung  der Feldherren Tilly und Wallenstein konnte die protestantischen deutschen Reichsfürsten besiegen. Auch der auf Seiten der Protestanten eingreifende König Christian IV. von Dänemark-Norwegen wurde militärisch geschlagen. Ab 1630 eskalierte dann der Konflikt mit dem Eingreifen König Gustav Adolfs von Schweden auf Seiten der Protestanten. Die Schweden konnten zunächst große militärische Erfolge gegen die kaiserlichen Truppen erringen, zu denen auch spanische Kontingente zählten, und bis nach Süddeutschland vordringen. 1634 wurden die schwedischen Armeen jedoch im Kampf um Regensburg und in der Schlacht bei Nördlingen geschlagen. Danach kam es 1635 im Prager Frieden zu einem Kompromiss zwischen dem Habsburger Kaiser Ferdinand II. und einigen protestantischen Reichsfürsten mit dem sächsischen Kurfürsten Johann Georg I. als deren Anführer. Die Schweden setzten den Krieg fort, unterstützt von den restlichen protestantischen Reichsfürsten und von Frankreich.
Ähnlich wie französische Armeen waren auch spanische Armeen noch auf zwei anderen europäischen Kriegsschauplätzen involviert.
Im Jahr 1628 hatten spanische Truppen in Italien in den Mantuanischen Erbfolgekrieg eingegriffen, der nach dem Aussterben der Hauptlinie des Fürstengeschlechtes Gonzaga entbrannt war. Auf der Gegenseite standen französische Truppen. Außerdem war nach dem Auslaufen des Waffenstillstandes im Jahr 1621 der Krieg mit den Generalstaaten (der „Achtzigjährige Krieg“) erneut aufgeflammt. Der Kriegsverlauf war zunächst günstig für Spanien. Der spanische Heerführer Ambrosio Spinola konnte 1625 Breda erobern und der spanische Admiral Fadrique de Toledo vernichtete im selben Jahr eine holländische Flotte bei Gibraltar. Die Niederländer wurden jedoch von französischen Subsidien unterstützt und der niederländische Kaperkrieg führte zu einer erheblichen Beeinträchtigung Spaniens. 1627 gelang dem holländischen Admiral Piet Pieterszoon Heyn die Erbeutung einer großen spanischen Silberflotte in den Gewässern um Kuba. Danach konnten die Niederländer verstärkt zur Offensive übergehen und errangen Erfolge in den Spanischen Niederlanden.

## Kriegsausbruch und Verlauf
Nach dem Prager Frieden zwischen Kaiser Ferdinand II. und der katholischen Liga auf der einen Seite und Kurfürst Johann Georg I. von Sachsen auf der anderen Seite, dem sich fast alle protestantischen Reichsstände anschlossen, schien ein Frieden in Mitteleuropa in greifbarer Nähe. Mit seiner Kriegserklärung vom 19. Mai 1635 an Spanien, als den Verbündeten des Kaisers, trat Frankreich jedoch, auf Betreiben des regierenden Ministers Kardinal Richelieu, als Kriegsteilnehmer auf Seiten Schwedens in den Krieg ein. Den offiziellen Anlass dazu hatte die im März erfolgte handstreichartige Eroberung Triers durch spanische Truppen geliefert, das 1632 von französischen Truppen entsetzt worden war. Kurfürst von Sötern kam in Haft; die von Frankreich geforderte Freilassung seines Verbündeten war verweigert worden. Von Sötern gelangte erst im April 1645 wieder in Freiheit.
Französische Armeen drangen in die Spanische Niederlande und in die unter spanischer Herrschaft stehende Freigrafschaft Burgund ein. Sie gewannen am 20. Mai 1635 die Schlacht bei Les Avins (frz. Bataille des Avins). Im Gegenzug unternahmen die spanischen und kaiserlichen Armeen unter dem Kommando des Kardinal-Infanten Don Fernando und des Reitergenerals Jan von Werth von den Spanischen Niederlanden aus Feldzüge in den Norden Frankreichs und bedrohten zeitweilig die Hauptstadt Paris. Die Politik des leitenden spanischen Ministers Olivares, die auf eine stärkere Zentralisierung Spaniens unter Einschränkung der althergebrachten Selbstverwaltungsrechte der einzelnen Teilreiche zielte, der hohe Steuerdruck und die Wirtschaftskrise wegen der vielen Kriege führten zu inneren Aufständen in Spanien. Im Jahr 1640 kam es zum offenen Aufstand der katalanischen Grafschaften gegen die Zentralregierung in Madrid. Es kam zum „Aufstand der Schnitter“, der spanische Vizekönig in Barcelona wurde getötet und eine Ständeversammlung erklärte die Abspaltung des Fürstentums Katalonien von der spanischen Monarchie und proklamierte Ludwig XIII. von Frankreich zum Souverän in Katalonien. Im gleichen Jahr kam es auch zur Erhebung und Abspaltung Portugals, das seit dem Aussterben des portugiesischen Königshauses Avis 1580 mit der spanischen Krone in Personalunion vereinigt war. Der Aufstand in Katalonien konnte durch die spanische Zentralmacht nach jahrelangen Kämpfen wieder unter Kontrolle gebracht werden, Portugal ging jedoch zusammen mit seinem Kolonialreich dauerhaft für das spanische Reich verloren.
Im Jahr 1643 erlitten die Spanier in der Schlacht bei Rocroi gegen die Franzosen die verheerendste Niederlage des Krieges. Als die Franzosen unter Turenne 1646 den Rhein überschritten und in Bayern einfielen, war die Landverbindung zwischen den spanischen Besitzungen in Italien und den spanisch-burgundischen Besitzungen endgültig abgeschnitten. Ein 1647 ausgebrochener Aufstand in den unter spanischer Herrschaft stehenden Königreichen Neapel und Sizilien konnte wieder unter Kontrolle gebracht werden.
Aufgrund der untragbar werdenden Kriegslasten hatte die spanische Politik ab 1640 Friedensverhandlungen angestrebt. Der Friede von Münster mit der Republik der Vereinigten Niederlande, der den Achtzigjährigen Krieg beendete, wurde am 30. Januar 1648 unterschrieben und am 15. Mai 1648 feierlich ratifiziert. 
Die seit 1643 laufenden Friedensverhandlungen in Münster und Osnabrück kamen am 24. Oktober 1648 zum Abschluss (Westfälischer Friede). Der Kriegszustand Spaniens mit Frankreich dauerte jedoch an, da sich Spanien weigerte, die französische Forderung nach einer Abtretung ganz Kataloniens zu erfüllen. In der Schlacht bei Lens 1648 waren wiederum die Franzosen siegreich. In den Jahren 1648 bis 1653 erhielt Spanien eine Atempause, weil Frankreich durch innere Unruhen (insbesondere den Adelsaufstand der Fronde) geschwächt war. Nach 1653 brach der Krieg wieder offen aus und 1657 trat auch England unter Oliver Cromwell auf Seiten Frankreichs gegen Spanien in den Krieg ein.
Nachdem die Franzosen auch die Schlacht in den Dünen (4. Juni 1658) gewonnen hatten, konnte der Kriegszustand schließlich mit dem am 7. November 1659 abgeschlossenen Pyrenäenfrieden beendet werden. Darin trat Spanien nördlich der Pyrenäen gelegene Gebiete – die Grafschaft Roussillon und die nördliche Hälfte der Cerdanya – an Frankreich ab. Außerdem erhielt Frankreich territoriale Zugeständnisse in den Spanischen Niederlanden und in Italien. Frankreich beendete im Gegenzug seine Unterstützung für Portugal im Restaurationskrieg. Der Kriegszustand zwischen Spanien und England wurde erst 1660 beendet.